# Mitologia

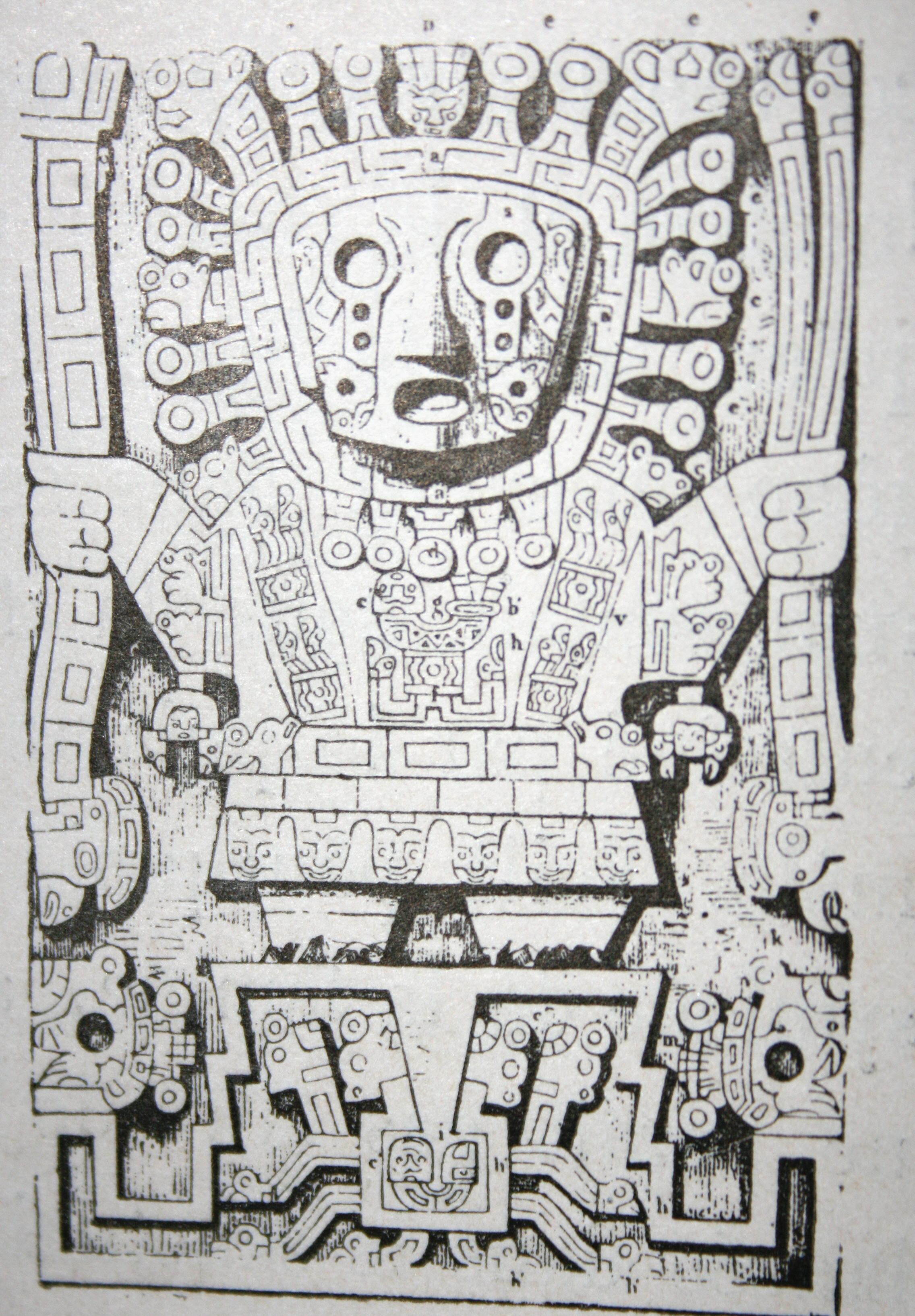
Viracocha, una divinità della mitologia inca.

La mitologia è la disciplina che studia i miti appartenenti alle diverse religioni. Questi possono concernere principalmente tre argomenti: l'origine del mondo; l'origine dell'uomo; l'origine del popolo che ha elaborato il mito stesso e i rapporti con le sue divinità. Con lo stesso termine si indica, oltre alla disciplina, anche l'oggetto di studio, ovvero il complesso delle credenze mitiche di ciascuna cultura.
Disciplina considerata fenomeno culturale assai complesso, la mitologia può essere analizzata sotto diverse prospettive; il suo corpus è comunque dato dall'insieme di narrazioni orali o letterarie e da drammatizzazioni e rappresentazioni di tipo figurativo che mettono a fuoco le vicende di personaggi esterni al tempo inteso in senso storico.
L'intersecarsi, il comporsi ed anche lo scomporsi ed il successivo ricomporsi delle vicende mitologiche che è possibile vedere sotto una diversa prospettiva a seconda di una narrazione o rappresentazione rispetto ad un'altra costituiscono il patrimonio fondativo di una determinata cultura e di un popolo. Ciò è sempre in qualche modo in rapporto con la sfera del sacro e del divino, per questa ragione il confine tra mitologia e teologia è molto labile e talvolta indistinguibile.

## Origini

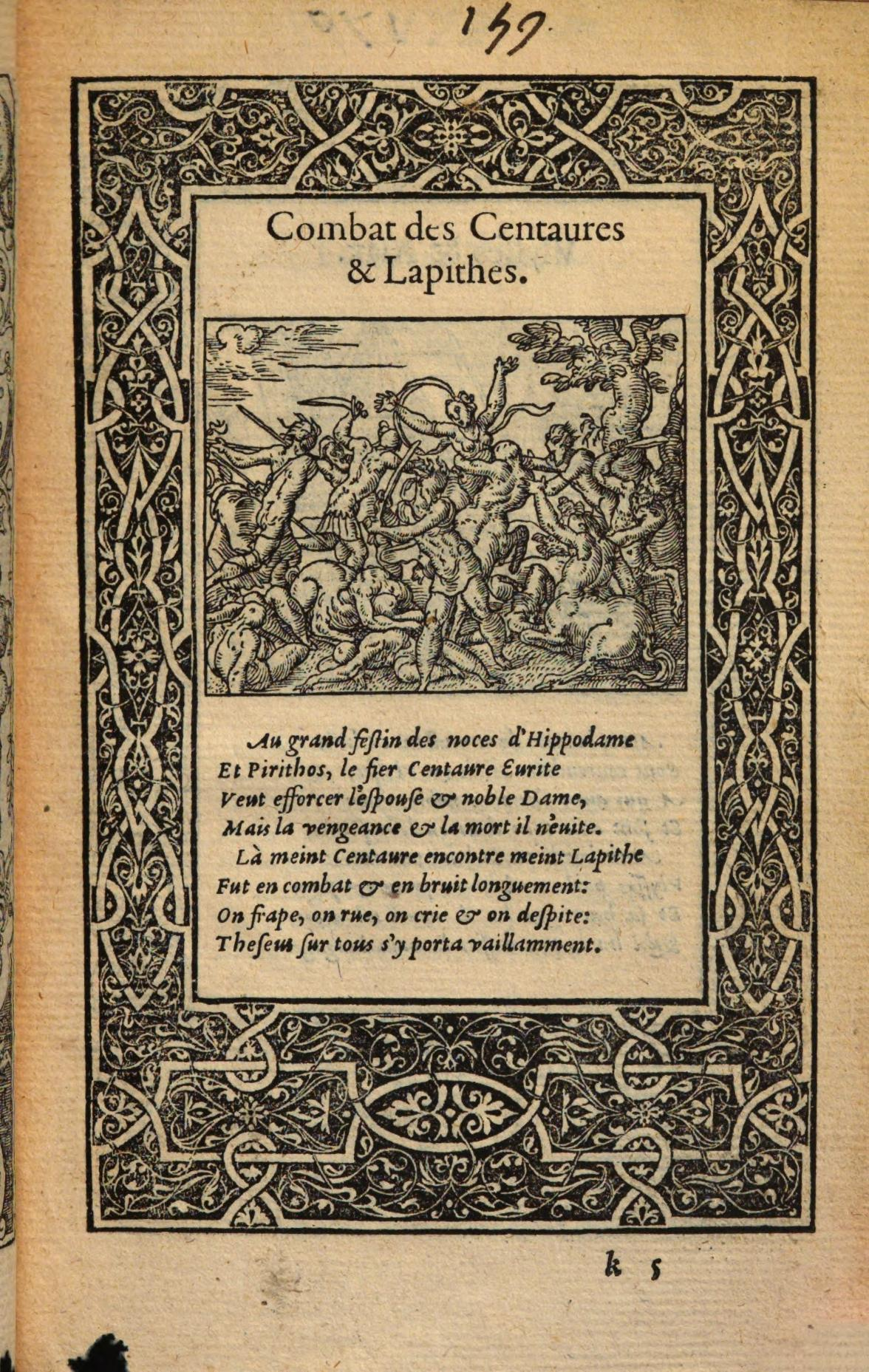
Stampa rappresentante la leggendaria battaglia tra i Centauri e i Lapiti, un popolo mitico della Grecia arcaica.

Può darsi che le civiltà antiche abbiano considerato i loro miti come la memoria di avvenimenti realmente accaduti, spesso legati all'origine stessa del mondo e dell'uomo. Di certo, le culture storiche molto spesso (o quasi sempre) hanno messo in dubbio la verità letterale dei miti, interrogandosi sulle ragioni e sui modi della nascita di questi antichi racconti strettamente connessi al pensiero del divino.
Un celebre tentativo di rispondere a questo genere di domande si deve a Evemero, filosofo greco vissuto tra il IV e il III secolo a.C. Nell'interpretazione cosiddetta evemeristica, i miti sono in effetti resoconti di avvenimenti storici, che però, nel loro essere tramandati di generazione in generazione, sono stati via via sottoposti ad un insensibile procedimento fantastico, cristallizzando dettagli inverosimili e assumendo specifiche peculiarità simboliche. Secondo questa tesi (che ha sostenitori anche in tempi moderni), gli dèi del mito sono in realtà antichi re e guerrieri che col tempo sono diventati leggendari o sono stati divinizzati.
Sempre fra i filosofi greci, altri (per esempio Plotino) sostennero invece l'infondatezza storica del mito, asserendo che la mitologia andava considerata come un corpus di insegnamenti morali espresso in forma metaforica. Anche questa posizione generale ha ancora i propri sostenitori, sebbene in genere gli studiosi moderni concordino sul fatto che non tutti i miti abbiano un significato morale.
Nel XVII secolo, il filosofo Giambattista Vico suppose che il mito fosse nato dalle caratteristiche proprie dei primi uomini: simili a "fanciulli", i nostri progenitori, anziché formulare concetti astratti, avrebbero espresso la loro visione del mondo mediante immagini poetiche. Si tratta di una concezione di cui sarebbe davvero imprudente sottovalutare l'importanza: se ne ritrovano tracce, di segno peraltro opposto, in quasi tutte le teorie antropologiche successive, sia in quelle che vedono nell'ipotetica "fantasia" primordiale null'altro che un'incapacità razionale, sia in quelle che all'opposto ritengono quel pensiero "poetico" (di cui si parla per via ipotetica, occorre ricordarlo) come superiore a quello fondato sul principio di non contraddizione e su altri protocolli della Ragione.

## Età contemporanea

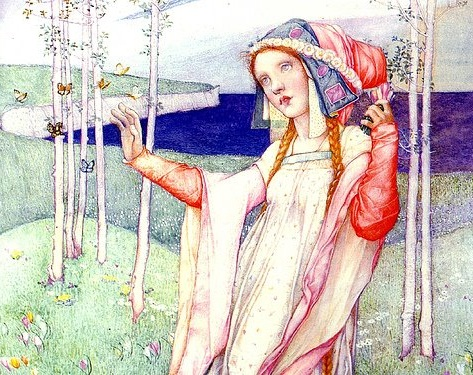
Un'illustrazione sulla cosiddetta terra delle fate (o sidhe), disegnata da Edward Reginald Frampton.

Un primo contributo importante si deve al filologo Max Muller nel XIX secolo, il quale affermava che i miti avevano avuto origine nel linguaggio, dunque il mito nella sua interezza era, semplicisticamente parlando, una descrizione poetica degli eventi naturali, e i nomi degli dei che venivano dati a tali fenomeni. In questo però Muller non faceva che riprendere quanto già sostenuto nella Scienza Nuova da Vico. Ma un'interpretazione di tipo completamente differente ci viene dallo studio di Sigmund Freud e dei suoi seguaci ed allievi. Tra questi Carl Gustav Jung, tra la fine del XIX secolo e i primi anni del XX secolo è sicuramente colui che si è occupato maggiormente del mito, ma con un'interpretazione spiritualistica che finisce per confliggere con quella materialistica del maestro. Jung apre, a tutti gli effetti, una via alla psicanalisi su presupposti molto differenti da quelli di Freud.
Secondo gli psicanalisti in genere, il mito nasce in seguito a due processi: il primo si può definire come un affacciarsi alla mente dell'uomo delle attività intellettive fondamentali, ossia la ricerca delle cause, i sentimenti contrapposti, le intuizioni, attività che prendono piede contemporaneamente. Il secondo processo opera una fusione della vita cosciente con la vita inconscia, ossia avviene un meccanismo simile a quello che avviene nei sogni.
Questi due processi si integrano e si completano vicendevolmente: infatti, mentre il primo porta alla formazione di immagini "sintetiche", ossia immagini non direttamente stampate sulla retina dell'occhio, che racchiudono tutto quello che concerne una determinata idea, il secondo interviene, attingendo alla capacità di correlazione e sincretismo tra le varie attività del pensiero, per organizzare il primo processo, dando così origine al mito.
Ad esempio, l'idea di "acqua" riunisce le idee di necessità, di causa prima, di fecondità, e di conseguenza il secondo processo interviene per creare la figura di un essere che ne rappresenti gli attributi e che operi di conseguenza. Nel momento in cui nasce il mito, la potenza diventa atto.
Naturalmente questo non esclude il fatto che molti personaggi mitologici potrebbero essere realmente esistiti, anzi in alcuni casi ne abbiamo la quasi certezza: quello che è vero, è che probabilmente le loro imprese raccontate dai miti siano state romanzate, per i motivi di cui sopra, ed è certo che la mitologia è stata, specie nel passato, fonte di ispirazione nell'arte, sia in letteratura come nella pittura e nella musica.

## Mitologia come scienza
Gli aspetti fondamentali del mito sono simili in ogni parte del mondo. Ad esempio Giorgio De Santillana ed Herta Von Dechend (in Il mulino di Amleto) affermano che la complessità della descrizione mitologica non ha nulla da invidiare alla complessità della scienza attuale. Attraverso il mito si scopre un messaggio importante per l'umanità che solo ora è possibile e necessario decifrare. L'autore afferma infatti che sia necessario affrontare una lettura "su più livelli" del mito. Ad esempio il Diluvio universale è un mito che si trova dovunque, in quasi tutte le antiche mitologie, anche in popoli geograficamente molto distanti. La prima ipotesi che si affaccia alla mente è che questo mito sia la descrizione di un'alluvione avvenuta in tempi remotissimi, il cui racconto fu tramandato oralmente e poi trascritto.
Alcuni studiosi tuttavia credono che un mito come quello del Diluvio potrebbe essere molto più semplicemente nato dall'idea che le antiche popolazioni potevano avere dell'acqua: è innegabile che molte immagini risultano avere la stessa valenza in luoghi diversi (il fuoco e l'acqua la purificazione, il fulmine l'ira divina e così via), pertanto è possibile che l'idea di un'alluvione talmente devastante da costringere gli uomini a ricominciare da zero sia nata nelle diverse culture per diverse esigenze. Secondo questa ipotesi, piuttosto che un evento reale raccontato in modi diversi, le culture antiche avrebbero adattato una identica idea ai loro interessi, ai loro scopi; bisogna considerare che anticamente gli uomini erano molto più vulnerabili agli eventi naturali, e potrebbero aver scelto quasi indipendentemente un'inondazione come evento catastrofico. D'altra parte il primo Diluvio, raccontato nell'Epopea di Gilgamesh fu ripreso nell'Enūma eliš, e da qui si diffuse nella cultura greca e in quella ebrea, e da lì in tutto il mondo indoeuropeo.

## Le piante nella mitologia
I racconti mitologici di pressoché qualsiasi popolo tradiscono un sentimento profondo per gli organismi vegetali che spesso venivano analizzati con cura, e di cui ci si serviva per comunicare significati allegorici a mezzo di un linguaggio simbolico. Inoltre laddove si analizzino alcuni racconti mitologici in relazione al culto è possibile riconoscere un nesso di ordine tradizionale tra la flora e il divino; basti pensare all'uso diffuso nelle celebrazioni che già in tempi remoti si faceva dell'incenso, e ad alcuni racconti mitologici che vedono protagonisti la pianta (mito di Leucotoe), ovvero un giovane che porta il nome della pianta (Libanotis).

## Le mitologie
Non esiste cultura antica senza una propria mitologia. Le aree interessate comprendono tutti i continenti: Africa, Americhe, Asia, Europa ed Oceania. Di seguito una lista non esaustiva delle principali mitologie:
- Mitologia aborigena australiana
- Mitologia albanese
- Mitologia anglosassone
- Mitologia armena
- Mitologia azteca
- Mitologia babilonese
- Mitologia baltica
- Mitologia bantu
- Mitologia basca
- Mitologia careliana
- Mitologia celtica
- Mitologia cinese
- Mitologia ciuvascia
- Mitologia coreana
- Mitologia cristiana
- Mitologia ittita
- Mitologia dei Nativi Americani
- Mitologia ebraica
- Mitologia egizia
- Mitologia etrusca
- Mitologia fenicia
- Mitologia finnica
- Mitologia gallese
- Mitologia giapponese
- Mitologia greca
  - Corrispondenza tra divinità greche e romane
- Mitologia hawaiana
- Mitologia inca
- Mitologia induista
- Mitologia inuit
- Mitologia irlandese
- Mitologia islamica
- Mitologia lituana
- Mitologia maya
- Mitologia mesopotamica
- Mitologia mongola
- Mitologia norrena
- Mitologia nuragica
- Mitologia pasquense
- Mitologia persiana
- Mitologia romana
- Mitologia scintoista
- Mitologia scozzese
- Mitologia slava
- Mitologia sumera
- Mitologia turca
- Mitologia ugro-finnica
- Mitologia yoruba